# Max Grün
Maximilian "Max" Grün (Karlstadt, 5 d'abril de 1987) és un futbolista professional alemany que juga com a porter pel Viktoria Aschaffenburg.

## Carrera esportiva
Grün va començar la seva carrera al FV Karlstadt, fins que fou reclutat pel planter del FC Bayern de Múnic. Després de tres anys al Bayern de Múnic Juvenil fou promocionat al FC Bayern de Múnic II, on fou porter suplent durant quatre anys, rere Michael Rensing i després Thomas Kraft. Després de set anys amb el FC Bayern va deixar els bavaresos, per signar un contracte per un any amb el SpVgg Greuther Fürth el 5 d'agost de 2009.

## Palmarès

### Club
SpVgg Greuther Fürth
- 2. Bundesliga: 2011–12

VfL Wolfsburg
- DFB-Pokal: 2014–15
- DFL-Supercup: 2015